# Jurzyn (powiat żarski)
Jurzyn (niem. Jüritz; dawn. pol. Jurzyce) – wieś w Polsce położona w województwie lubuskim, w powiecie żarskim, w gminie Jasień.
W latach 1975–1998 miejscowość administracyjnie należała do województwa zielonogórskiego.

## Zabytki
Do wojewódzkiego rejestru zabytków wpisany jest:
- dom – chata nr 21, drewniany, z XVIII wieku/XIX wieku.